# Semicassis labiata
Semicassis labiata är en snäckart som först beskrevs av Perry 1811.  Semicassis labiata ingår i släktet Semicassis och familjen hjälmsnäckor. Inga underarter finns listade i Catalogue of Life.

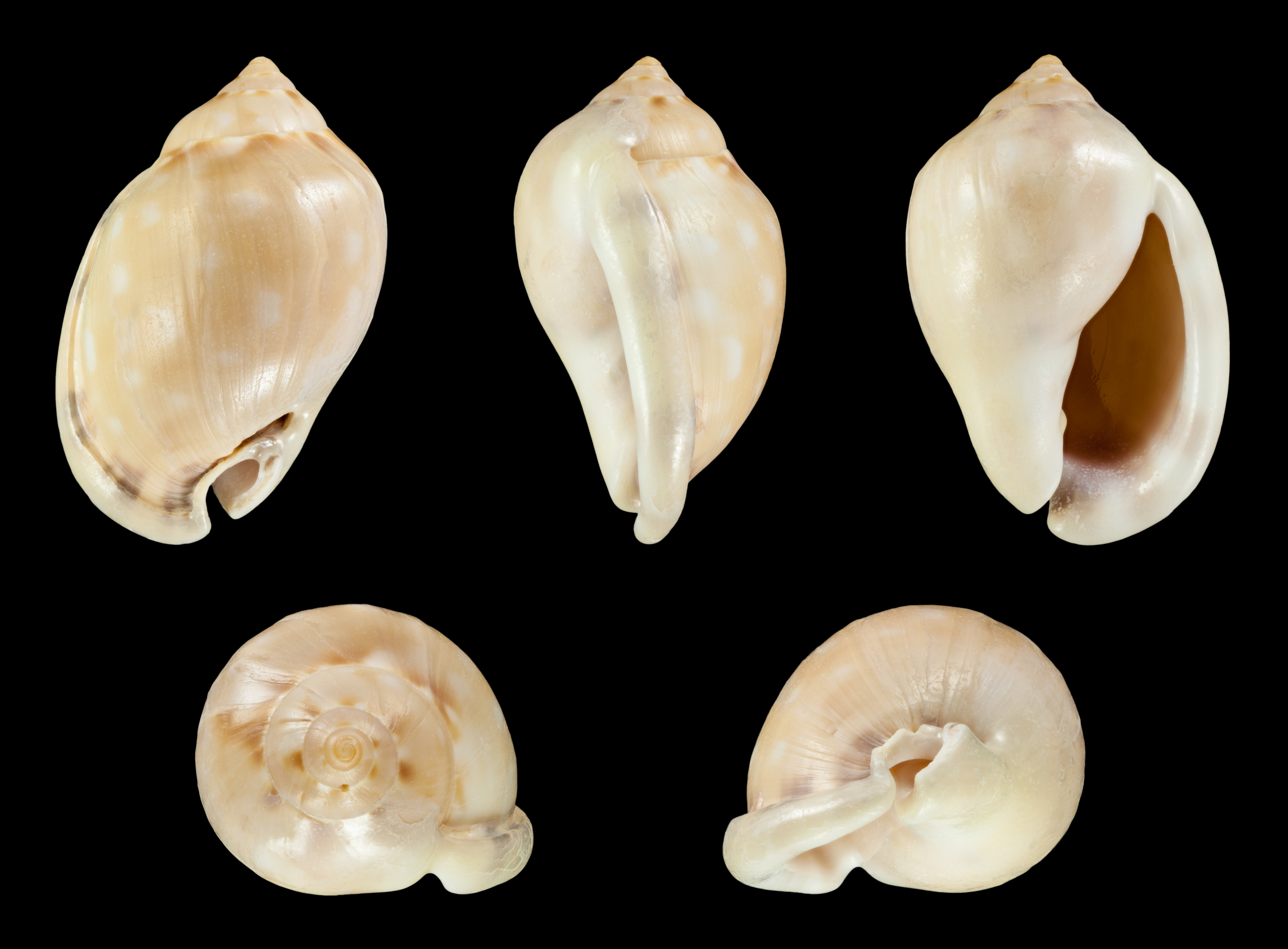
Semicassis labiata iredalei (Bayer, 1935) Skal.